# Paulí d'Antioquia
|  | Per a altres significats, vegeu «Paulí de Tir». |

Paulí d'Antioquia (grec antic: Παυλι̂νος, Paulinos; llatí: Paulinus) (? - 388/389) fou un eclesiàstic grec. Fou ordenat prevere per Eustaci, bisbe d'Antioquia, i fou el cap del partit eustacià en aquesta ciutat. Quan Atanasi, després de tornar de l'exili a la mort de l'emperador Constanci II i de la mort de Jordi de Capadòcia, el patriarca arrià, va reunir un concili a Alexandria. Paulí hi va enviar dos diaques, Màxim i Càlimer.
Poc després fou ordenat bisbe per Lucífer de Caralis (362) i això va perllongar el cisma a l'església d'Antioquia. El seu partit era reduït (probablement només controlava una de les esglésies de la ciutat) i per això va poder romandre sota el govern eclesiàstic arrià (protegits per l'emperador Valent) quan Meleci fou expulsat, ja que pels arrians no suposava cap perill. Paulí va refusar la proposta de Meleci d'una reconciliació, però finalment van acordar que el que morís primer dels dos deixés el govern a l'altra que seria reconegut per ambdós partits.
Meleci va morir el 381 aC però l'acord no fou respectat i fou elegit bisbe al seu lloc Flavià I d'Antioquia; això va agreujar el cisma. El 382 Paulí va estar present al concili de l'església occidental, que li va reconèixer el títol i es va posar al seu costat; però les esglésies orientals van reconèixer en general a Flavià.
Va morir el 388 o 389 i els seus partidaris van elegir a Evagri com a successor.